# Dorothee von Windheim
Dorothee von Windheim, née le 11 juillet 1945 à Volmerdingsen, dans le district de Minden (Allemagne), est une artiste plasticienne allemande.

## Biographie
Dorothee von Windheim étudie de 1965 à 1971 à l'Université des Beaux-Arts de Hambourg chez Gotthard Graubner. Elle effectue son premier séjour à l'étranger à Florence de 1971 à fin 1975. Pendant ce temps, von Windheim travaille comme restauratrice de fresques au Palazzo Pitti en 1971. Elle reçoit une bourse DAAD de 1971 à 1972. Elle et également invitée en 1975 à la Villa Romana. De 1977 à 1980, elle effectue un deuxième séjour à l'étranger à Paris, financé en 1977 par une bourse de la Cité internationale des arts de Paris.
Dorothee von Windheim possède un atelier à Cologne depuis 1981.
Après avoir été professeure invitée dans les universités d'Essen et de Gießen et à l'Académie internationale d'été de Salzbourg, Dorothee von Windheim est professeur de médias anciens et nouveaux au Kassel Art College depuis 1989. 

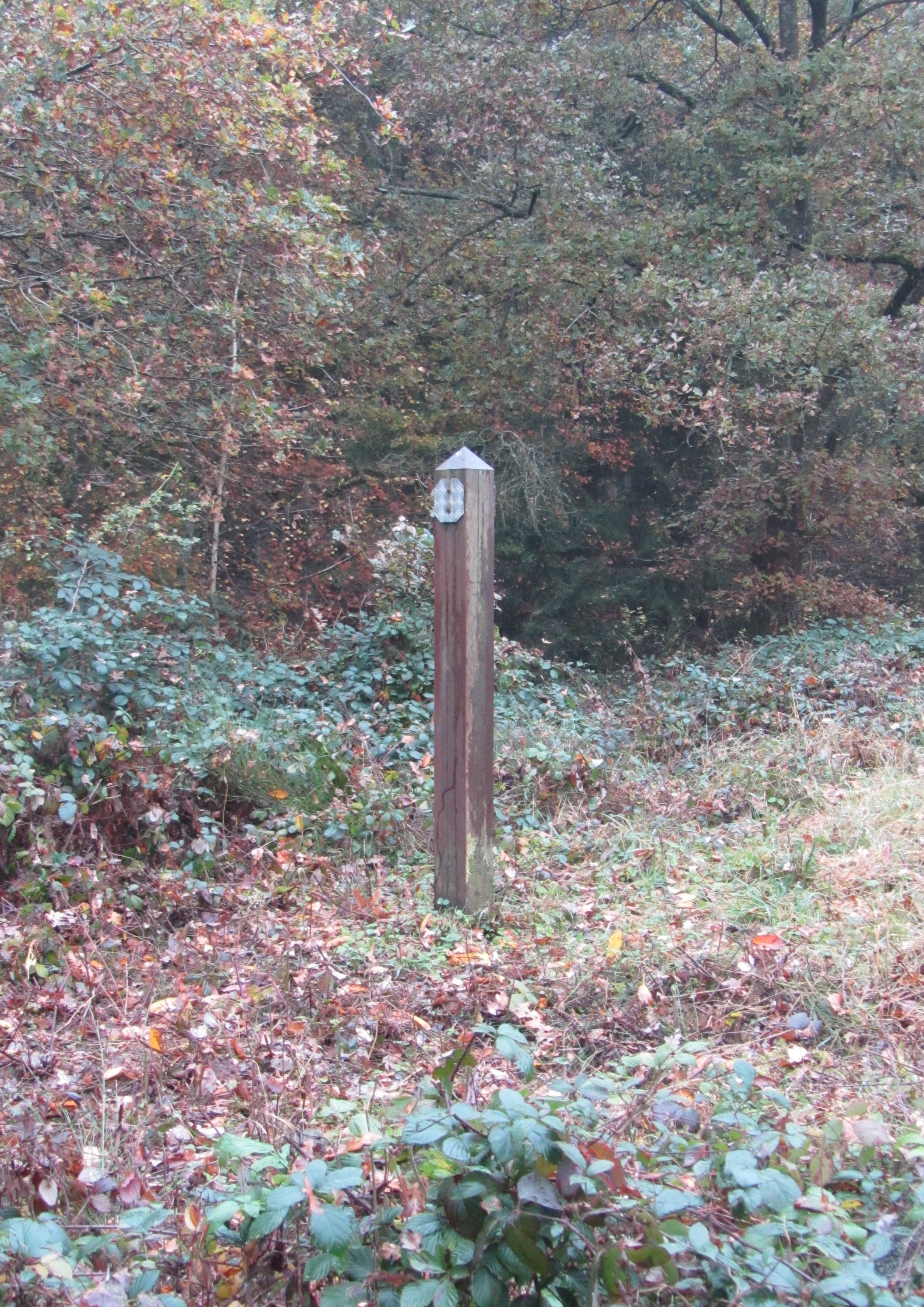
Sans titre, sculpture en acier (1987/88), anciennement en grès jaune, Straße der Skulpturen, Saint-Wendel (Sarre).

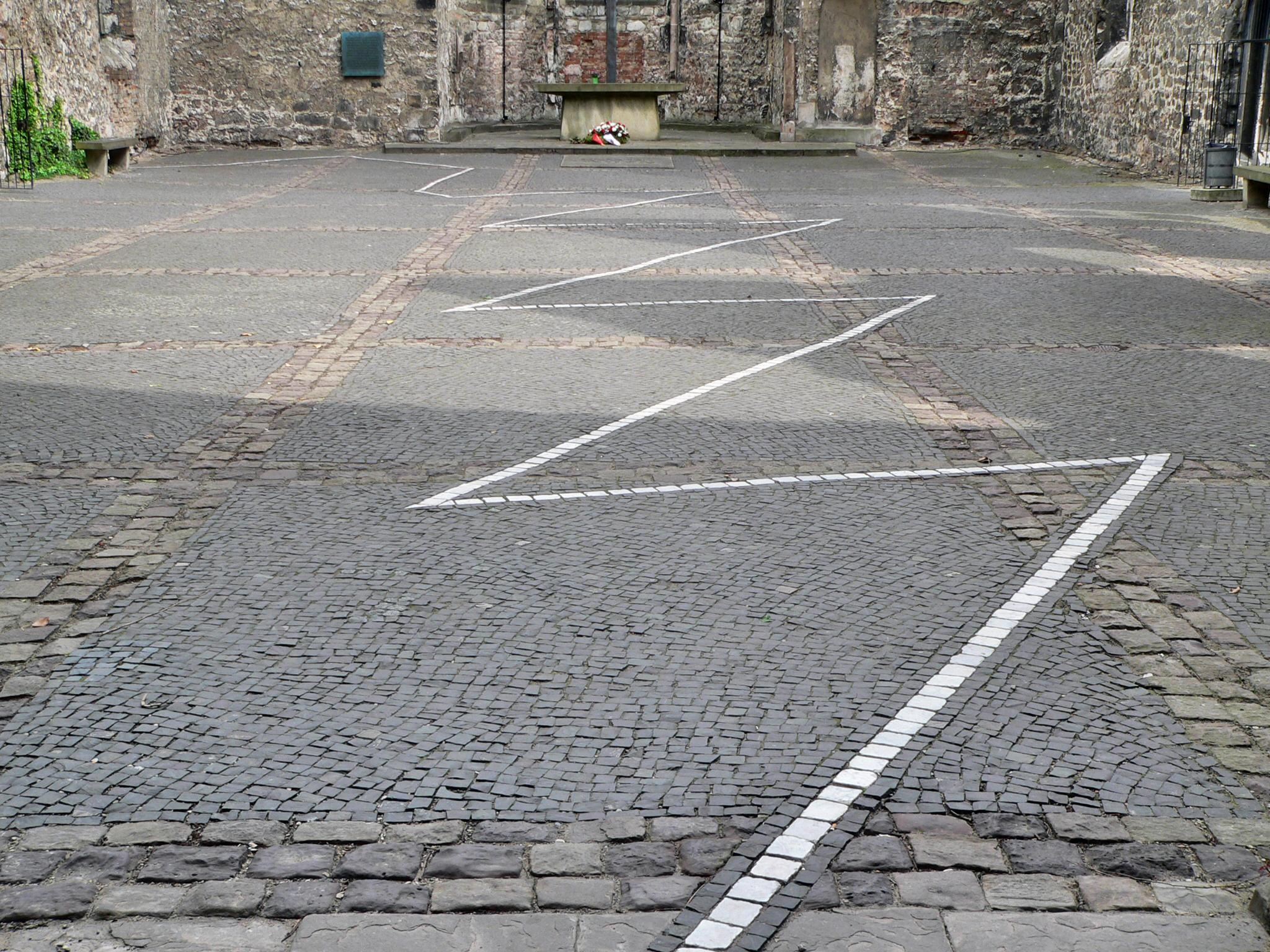
Schattenlinie (1993), dans les ruines de l'Aegidienkirche, à Hanovre.

Depuis 2000, elle est membre de l'Académie des arts de Berlin.

## Expositions (sélection)

### Expositions individuelles
- 1979 : Kunsthalle Kiel
- 1979 : Schleswig-Holsteinischer Kunstverein (de)
- 1991 : Museum Abteiberg, Mönchengladbach
- 2003 : Académie des Arts, Berlin
- 2003 : Nouveau musée Weserburg (de), Brême
- 2015 : Château de Rheinsberg

### Expositions collectives et manifestations culturelles
- 1977 : documenta 6, Kassel
- 1996 : Musée de Wiesbaden
- 1995 : Augsburg Art Association
- 2002 : Heidelberg Art Association
- 2007 : Museum am Ostwall[1], Dortmund

## Récompenses
- 1975 : Prix Villa Romana
- 1978 : Böttcherstrasse Art Prize, Brême
- 1988 : Prix Will Grohmann de l'Akademie der Künste, Berlin
- 1996 : Prix Maria Sibylla Merian
- 1998 : Prix Gebhard Fugel Art